# Systemet för anmälan av djursjukdomar
Systemet för anmälan av djursjukdomar (engelska: Animal Disease Notification System , ADNS) är ett gemensamt system inom Europeiska unionen som används för att unionens medlemsstater ska kunna varna varandra och utbyta information om utbrott av epidemiska djursjukdomar. Systemet utgör en viktig del av unionens politik för att hindra smittspridning av djursjukdomar. Systemet administreras av Europeiska kommissionen.
Systemet upprättades ursprungligen genom direktiv 82/894/EEG. Sedan den 21 april 2021 regleras systemet istället genom den europeiska djurhälsolagen (förordning (EU) 2016/429).

## Sjukdomar som ska anmälas
Medlemsstaternas nationella myndigheter är skyldiga att anmäla nedanstående sjukdomar till kommissionen inom 24 timmar från att ett utbrott har blivit känt.

### Sjukdomar hos landlevande djur
Förteckning A.1
- Afrikansk hästpest
- Afrikansk svinpest
- Mjältbrand (antrax)
- Aviär influensa (HPAI hos fjäderfä, fåglar i fångenskap och vilda fåglar samt LPAI hos fjäderfä och fåglar i fångenskap)
- Blåtunga
- Bovin spongiform encefalopati (galna ko-sjukan)
- Klassisk svinpest
- Elakartad lungsjuka hos nötkreatur
- Beskällarsjuka (dourine)
- Hästencefalomyelit av följande typer:
  - Östlig hästencefalomyelit
  - Japansk encefalit
  - Venezuelansk hästencefalomyelit
  - West Nile-feber
  - Västlig hästencefalomyelit
- Ekvin infektiös anemi
- Mul- och klövsjuka
- Rots
- Lumpy skin disease
- Newcastlesjuka
- Peste des petits ruminants
- Infektion orsakad av rabiesvirus
- Rift Valley-feber
- Boskapspest
- Får- och getkoppor
- Angrepp av lilla kupskalbaggen (Aethina tumida)
- Vesikulär svinsjuka
- Angrepp av tropilaelapskvalster hos honungsbin
- Vesikulär stomatit

Förteckning A.2
- Bovin brucellos
- Bovin tuberkulos
- Enzootisk bovin leukos
- Brucellos hos får och getter (med undantag av Brucella ovis)

### Sjukdomar hos vattenbruksdjur
- Epizootisk hematopoietisk nekros
- Infektiös hematopoietisk nekros (IHN)
- Infektiös laxanemi
- Infektion orsakad av Perkinsus marinus
- Infektion orsakad av Mikrocytos mackini
- Infektion orsakad av Marteilia refringens
- Infektion orsakad av Bonamia ostreae
- Infektion orsakad av Bonamia exitiosa
- Koiherpesvirus
- Taura-syndrom
- Viral hemorragisk septikemi
- Vit pricksjuka
- Yellowhead disease